# David Schwimmer
David Lawrence Schwimmer (New York, 2 november 1966) is een Amerikaans acteur, televisieregisseur en producent die onder meer tien jaar Ross Geller speelde in de televisieserie Friends. 
Hij groeide op in Californië en studeerde theater aan de Northwestern University. Schwimmer is medeoprichter van de Lookingglass Theatre Company in Chicago. Hij heeft ook in een aantal films gespeeld, waaronder The Pallbearer. Verder was hij in 2001 te zien in Steven Spielberg en Tom Hanks' tv-productie Band of Brothers als kapitein Herbert Sobel.
Naast acteur is Schwimmer ook regisseur. Zo regisseerde hij meerdere afleveringen van Friends, de spin-off Joey en de Amerikaanse versie van Little Britain.
Schwimmer trouwde op 4 juni 2010 met een 19 jaar jongere Britse fotografe. Zij hebben samen een dochter. Hij scheidde echter weer van haar in 2017.